# Kepler-447
Désignations
Kepler-447 est une étoile de la constellation du Dragon. Elle est l'objet primaire d'un système planétaire dont l'unique objet secondaire connu est Kepler-447 b, une planète confirmée.
Ce système se situe à environ 880 années-lumière de la Terre.

## Kepler-447
Kepler-447 est une étoile naine (classe de luminosité V) jaune (type spectral G8) comparable au Soleil par sa masse (1,00 ± 0,21 masse solaire) et son rayon (1,05 ± 0,19 rayon solaire).

## Kepler-447 b
Les transits de Kepler-447 b ont été détectés par le télescope spatial Kepler de la NASA. Leur détection a été annoncée par la mission Kepler en décembre 2013. Son existence a été confirmée par la méthode des vitesses radiales à partir de données récoltées par le CAFE, le spectrographe échelle de l'observatoire du Calar Alto. L'agence spatiale américaine a validé par les résultats de cette étude le 19 février 2015.
Avec une masse de 1,37+0,48−0,46  masse jovienne pour un rayon de 1,65+0,59−0,56 rayon jovien, soit une masse volumique de 0,40+0,94−0,32 gramme par centimètre cube, Kepler-447 b serait une planète géante gazeuse de type Jupiter chaud. Elle tourne autour de Kepler-447 en moins de huit jours terrestres (7,794 301 32 ± 0,000 001 82 j) sur une orbite elliptique polaire (inclinaison de 86,55+0,24−0,32 degrés).